# Sphinctanthus microphyllus
Sphinctanthus microphyllus är en måreväxtart som beskrevs av Karl Moritz Schumann. Sphinctanthus microphyllus ingår i släktet Sphinctanthus och familjen måreväxter. Inga underarter finns listade i Catalogue of Life.